# Дмитро (князь Курський)
Дмитро — удільний князь Курский, що правив в середині XIII століття. Згаданий на поз. 62 Любецького синодика без вказівки по батькові. Ймовірно, був одним з останніх Курских князів із Ольговичів перед захопленням Великого князівства Київського та його удільних князівств литовським князем Ольгердом у 1362 році.
Дружину Дмитра звали Теодора, походження невідоме.
Ймовірно був сином князя Курського Олега Ігоровича і онуком князя Сіверського Ігоря Святославича.
За іншою версією був братом або сином князя Юрія Курського.
Мав сина Василя, князя Курського, вбитого татарами.